# Aleurocanthus calophylli
Aleurocanthus calophylli es un hemíptero de la familia Aleyrodidae, con una subfamilia: Aleyrodinae. Fue descrita científicamente en 1907 por Kotinsky.